# Cincinnati Open 2025
Cincinnati Open 2025 — тенісний турнір, що проходив на кортах з твердим покриттям у місті Мейсон, Сполучені Штати Америки з 4 серпня
11 серпня. Належав до категорій ATP 1000 та WTA 1000, був турніром серії Мастерс Цинциннаті 2025 року.

## Фінальна частина

### Чоловіки, одиночний розряд
Карлос Алькарас —  Яннік Сіннер 5–0 ret.

### Жінки, одиночний розряд
Іга Свьонтек —  Жасмін Паоліні 7–5, 6–4

### Чоловіки, парний розряд
Нікола Мектич /  Ражів Рам —  Лоренцо Музетті /  Лоренцо Сонего 4–6, 6–3, [10–5]

### Жінки, парний розряд
Габріела Дабровскі /  Ерін Рутліфф —  Ґо Ханю /   Олександра Панова 6–4, 6–3